# سومرین
سومرین (به آلمانی: Sommerein) یک منطقهٔ مسکونی در اتریش است که در ناحیه بروک آن در لیتا واقع شده‌است. سومرین ۱٬۷۵۳ نفر جمعیت دارد.